# قطعنامه ۱۹۲۰ شورای امنیت
قطعنامه ۱۹۲۰ شورای امنیت سازمان ملل متحد که در تاریخ ۳۰ آوریل ۲۰۱۰ تصویب شد، سندی بین‌المللی دربارهٔ بررسی وضعیت صحرای بزرگ آفریقا است. این قطعنامه طی نشست ۶۳۰۵ام با ۱۵ رای موافق، ۰ مخالف و ۰ ممتنع تصویب شد.